# Dysdera pococki
Dysdera pococki este o specie de păianjeni din genul Dysdera, familia Dysderidae, descrisă de Dunin, 1985.
Este endemică în Turkmenistan. Conform Catalogue of Life specia Dysdera pococki nu are subspecii cunoscute.